# LOVE & PEACH
「LOVE & PEACH」（ラブ・アンド・ピーチ）は、ゆずの配信限定シングル。2011年7月20日にセーニャ・アンド・カンパニーから配信された。

## 概要
アルバム『2-NI-』以来5ヶ月ぶりに発表された作品で、2002年の「アゲイン」以来9年ぶり2度目の配信限定シングルである。また、プレス用に12センチCDが存在する。
iTunes Storeの総合ランキングで自身初の1位を獲得した。
北川は日本中をピンク色に明るくし、自粛ムードの中で「いいんだよ」などと言葉を率先して解放し、皆で踊れるよう制作したと述べている。また、エキストラのファンと共に浜辺で撮影されたPVも2011年7月27日に配信。振り付けはラッキィ池田が担当。

## 収録曲
1. LOVE & PEACH　
  - 作詞・作曲：北川悠仁

フジテレビ主催の夏休みイベント「お台場合衆国2011〜ぼくらがNIPPON応援団!〜」テーマソング。
YUZU 15th anniversary Dome Live（ゆずデビュー15周年感謝祭 ドーム公演）「YUZU YOU」に先駆けファンからの「ドームで歌ってほしい曲のリクエスト」シングル部門で1位を獲得。1日目の「ふたりで、どうむありがとう」でギター2本のみのアコースティック・バージョンで披露された。ゆずにとってはこの結果は意外だったという。

## カバー
- 島村卯月（大橋彩香）、渋谷凛（福原綾香）、本田未央（原紗友里）、双葉杏（五十嵐裕美）、諸星きらり（松嵜麗） - ゲーム『アイドルマスター シンデレラガールズ スターライトステージ』収録曲として2018年9月16日に追加。2019年10月23日発売のシングル『THE IDOLM@STER CINDERELLA GIRLS STARLIGHT MASTER 33 Starry-Go-Round』に収録。
  - 2019年9月4日にはライブツアー『THE IDOLM@STER CINDERELLA GIRLS 7thLIVE TOUR Special 3chord♪ Comical Pops!』（幕張メッセ国際展示場）で歌唱している[3]。